# Konsanguinitätstafel
Eine Konsanguinitätstafel oder Konsanguinitätsliste ist eine Zusammenstellung genealogischer Ergebnisse, die sich an der Blutsverwandtschaft orientiert. Sie ist folglich eine Kombination aus einer Ahnentafel bzw. Ahnenliste und einer Nachkommentafel bzw. Nachkommenliste.
Konsanguinitätstafeln sind seit der Spätantike bekannt, sie sind zum Beispiel in den Etymologiae des Isidor von Sevilla († 636) enthalten. Ihr Ursprung sind die Stemmata des Römischen Reichs, ihr Zweck war die Dokumentation der Verwandtschaftsgrades für juristische Zwecke.
Einen völlig anderen Ansatz haben die heutigen Konsanguinitätstafeln, die erst mit dem Beginn des 20. Jahrhunderts aufgrund von medizinischen Fragestellungen aufkamen, in der Folge allerdings auch im historischen Bereich, vor allem bei der Darstellung der Verwandtschaftsverhältnisse berühmter Personen oder Familien, Anwendung fanden. Beispiele dafür sind die Konsanguinitätstafeln, die für Martin Luther und Johann Wolfgang von Goethe, aber auch die Familie Burckhardt erarbeitet wurden.
Konsanguinitätstafeln gehen von einem Probanden aus, stellen dessen Vorfahren und die Nachfahren dieser Vorfahren dar, sind also weder linear wie die Nachfahrenliste noch exponentiell wie die Ahnentafel, was extreme Herausforderungen sowohl an die graphische Darstellung als auch an die Bezifferung der in die Tafel aufzunehmenden Personen mit sich bringt. Üblicherweise kombiniert man die Tafel mit der Liste, um überhaupt Verständlichkeit zu erreichen, beschränkt sich dann auch – je nach Zweck – auf die „wesentlichen“ Mitglieder der Familie. Zudem werden in der Tafel häufig Farben und graphische Elemente (Quadrate, Kreise, Fettdruck etc.) eingesetzt und in der Liste mit „positiven“ und „negativen“ Nummerierungen gearbeitet, um die Übersichtlichkeit zu fördern.